# أحمد الدليمي
أحمد الدليمي (17 يناير 1931 – 25 يناير 1983) هو جنرال مغربي في عهد الملك الحسن الثاني. بعد فشل محاولة انقلاب الطائرة التي قادها الجنرال محمد أوفقير، أصبح الدليمي أحد أقوى رجلين بالمغرب مع إدريس البصري وزير الداخلية آنداك. اشتهر اسمه خلال فترة حرب الصحراء المغربية الأولى كقائد ميداني لـ القوات المسلحة الملكية المغربية المتمركزة في الصحراء. ليخلفه في الموقع نفسه الجنرال عبد العزيز بناني الذي ظل يتولى منصب قائد قيادة المنطقة الجنوبية المتمركزة في أكادير.

## نشأته
وُلد أحمد الدليمي في 17 يناير 1931 في قرية زكوطة التابعة لإقليم سيدي قاسم غرب المغرب وسط أسرة متواضعة. ترجع أصوله إلى قبيلة أولاد دليم الصحراوية الذي تعود أصولها إلى منطقة الداخلة بالصحراء المغربية. بعد أن درس في ثانوية مولاي يوسف بالرباط، انخرط في العمل العسكري في سن العشرين. في عام 1953، أصبح طالبًا متفوقًا في الأكاديمية الملكية العسكرية في مكناس. في عام 1958 تزوج من ابنة مسعود الشيكر، وزير الداخلية الأسبق. في نفس العام، انفصل الملازم الدليمي عن زوجته وتزوج من زهرة بوسلهام ابنة رئيس المخابرات العامة في ذلك الوقت.

## حروبه
- 1963: حرب الرمال

## الدلمي وبن بركة
ويتهم بأنه المسئول عن اغتيال المهدي بن بركة في نوفمبر سنة 1965. وقيل أنه شخصياً قام بإعدام قائده محمد أوفقير بعد فشل محاولته الانقلابية عام 1972.

## وفاته الغامضة
توفي الجنرال الدليمي في حادثة سيارة، بعيد مغادرته القصر الملكي في مراكش، حسب البيان الرسمي من القصر الملكي عام 1983. إلا أنه توجد الكثير من الإتهامات بأنه قـُتِل بعد أن حاول القيام بانقلاب على الملك الحسن الثاني، أو أنه قد قـُتِل لتنامي قوته ونفوذه بدرجة تهدد العرش.
في 25 يناير 1983 بثت التلفزة المغربية بلاغا رسميا بنعي الجنرال أحمد الدليمي الذي وافته المنية على إثر حادثة سير مؤلمة، ذلك هو فحوى البلاغ. لكن سرعان ما طفت إلى السطح جملة من القرائن تداولها المغاربة فيما بينهم في السر، تؤكد أن الحادثة كانت بفعل فاعل وخططت لها أيادي خفية بطريقة محكمة، لقد كانت في واقع الأمر إعداما مقنعا. وحسب أكثر من شاهد عيان، تم استنفار قوات الأمن والقوات المساعدة والدرك الملكي ورجال المطافئ بعد وقوع الحادثة توا، لتنظيف المكان وطمس كل معالم الحادثة، ودامت هذه المناورة طوال الليل وجزءا من صباح يوم الغد، وهذا بحضور العامل مصطفى طارق شخصيا الذي تمت كل العمليات تحت إمرته، وبذلك لم يكن من الممكن القيام بالتحريات المعتادة كما يجري به العمل في مثل حوادث سير من هذا القبيل.
وفي ليلة يوم 26 يناير 1983 حضر الملك الراحل الحسن الثاني إلى فيلا الجنرال أحمد الدليمي بالرباط لتقديم العزاء لعائلته، وكانت هذه المرة الأولى التي يقوم بها الملك بمثل هذا العمل. وعلى عكس مآل عائلة الجنرال محمد أوفقير، رعى الملك أرملة الجنرال أحمد الدليمي وأبنائه ولم تحجز أملاكهم. وقد علق أحد المحللين بأن هذا الإجراء كان ضروريا لتأكيد أطروحة حادثة السير التي لم يصدقها الكثيرون حينها.
بعد وفاة الدليمي، خمسة عشر ضابطاً آخرون تم القبض عليهم وثلاثة منهم اُعدِموا، ولم يُسمـَح لأحد برؤية جثمان أحمد الدليمي.[بحاجة لمصدر]

### تسريبات ويكيليكس
ضمن التقارير السرية الأمريكية تم نشر نص لائحة تتوفر عليها المخابرات المركزية الأمريكية بأسماء شخصيات ينبغي اغتيالها، إذ تواجد بين الأسماء المطلوبة ميتة اسم الجنرال المغربي المتوفي أحمد الدليمي.